# Mu'avija
Mu'avija (hebrejsky מועאוויה, arabsky معاوية, v oficiálním přepisu do angličtiny Mu'awiye) byla obec v severním Izraeli, v Haifském distriktu začleněná roku 1995 do města Basma.
Nachází se v nadmořské výšce 230 metrů v kopcovité krajině na pomezí regionu vádí Ara a vysočiny Ramat Menaše cca 33 kilometrů jihojihovýchodně od Haify a cca 4 kilometry severozápadně od Umm al-Fachm. V okolí Mu'avije se rozkládají převážně odlesněné vrchy, členěné údolími sezónních toků. Přímo vesnicí protékají vádí Nachal Barkan a Nachal Panter, jižně odtud začíná vádí Nachal Gozlan, na sever od vesnice je to Nachal Ada.
Mu'avija byla po první arabsko-izraelské válce roku 1949 začleněna do státu Izrael. V roce 1995 vznikla sloučením tří dosud samostatných vesnic Barta'a, Ejn al-Sahla a Mu'avija obec Basma, brzy nato povýšená na město, přičemž její název je akronymem počátečních písmen těchto původních vesnic. Vzhledem k tomu, že ostatní dvě vesnice, z nichž bylo utvořeno dnešní město Basma, se nacházejí v geograficky oddělených oblastech, bez přímé teritoriální návaznosti, zachovává si Mu'avija urbanistický charakter samostatného sídla.
Mu'avija je vesnicí s arabskou populací. Obývají ji izraelští Arabové.
| Rok            | 1922 | 1931 | 1940 | 1961 | 1972 | 1983  | 1995  |
| -------------- | ---- | ---- | ---- | ---- | ---- | ----- | ----- |
| Počet obyvatel | 122  | 131  | 206  | 576  | 902  | 1 313 | 2 080 |